# Sparkasse Finnentrop
Die Sparkasse Finnentrop war eine Sparkasse in Nordrhein-Westfalen mit Sitz in Finnentrop. Sie war eine Anstalt des öffentlichen Rechts. 2019 ging sie in der neuen Sparkasse Mitten im Sauerland auf.

## Geschichte
Die Sparkasse wurde zu Beginn des 20. Jahrhunderts gegründet. Am 1. August 2019 fusionierte die Sparkasse Finnentrop mit der Sparkasse Meschede und der Stadtsparkasse Schmallenberg. Zuvor waren Verhandlungen zu einer Fusion mit der Vereinigten Sparkasse im Märkischen Kreis gescheitert. Auch mit den anderen beiden Sparkassen im Kreis Olpe wurden Gespräche geführt. Bürgermeister Dietmar Heß als Vorsitzender des Verwaltungsrats begründete den Fusionswunsch mit dem bürokratischen und regulatorischen Mehraufwand der Vorjahre, der angesichts der Niedrigzins-Phase nicht länger zu leisten sei.

## Geschäftsgebiet und Träger
Das Geschäftsgebiet der Sparkasse Finnentrop umfasste die Gemeinde Finnentrop im Kreis Olpe, welche auch Trägerin der Sparkasse war.

## Geschäftszahlen
Die Sparkasse Finnentrop wies im letzten vollen Geschäftsjahr 2018 eine Bilanzsumme von 334 Millionen Euro aus. Damit gehörte sie zu den fünf kleinsten Instituten innerhalb des Sparkassenverbands Westfalen-Lippe.